# Neder-Brunntjärnen
Neder-Brunntjärnen är en sjö i Bergs kommun i Jämtland och ingår i Ljungans huvudavrinningsområde.